# پیر مغان
پیر مُغان به معنای بزرگ و پیشوای زرتشتیان است.

## پیشینه
واژهٔ «مَگ» در لاتین و magic در انگلیسی از واژهٔ «مُغ» فارسی گرفته شده است چرا که در گذشته به این پیشوایان دینی مغ لقب جادوگر هم می‌داده‌اند. پیر مغان که پیشوای همهٔ مغان بوده، توانمندترین آنها بوده و افزون بر صفاتی مانند دانایی، پاکی، توانمندی و غیره، ویژگی‌های شگفت‌انگیزی مانند شعبده و جادو به او نسبت داده شده است.

## ادبیات فارسی
پیر مغان مهم‌ترین شخصیت اشعار حافظ است.
پیر مغان بنا به اشعار حافظ، پیر دیر مغان است و حافظ به او ارادت دارد. حافظ از نام‌های پیر دانا، پیر ما، پیر خرابات، پیر می‌فروشان، پیر میخانه، پیر گلرنگ، پیر خرد، پیر صومعه، پیر میکده، پیر صحبت، پیر ژنده‌پوش، پیر فرزانه، پیر من، پیر مناجات، پیر پیمانه‌کش، پیر صاحب فن و پیر درد‌کش، نیز برای پیر مغان استفاده کرده‌است.
رازآمیزترین و در همان هنگام، پاک‌ترین و گرامی‌ترین چهره، در دیوان حافظ، پیر مغان است. چهره‌ای که همواره با بزرگداشت از او یاد می‌شود پیر مغان است. پیر مغان از دو واژهٔ پیر و مغان ساخته شده‌است و این دو پیوندی بنیادین با فرهنگ کهن ایران دارند و در پی آن، با زرتشت که برترین و شناخته‌ترین چهره در این فرهنگ است. معنای دیگر پیر در زبان‌های ایرانی آموزگار و پیشوا است. پیر به پدری می‌ماند مهربان و دلسوز که همواره، بیدار و هشیار، می‌کوشد که فرزندانش را از فریفتگی و گمراهی و زیان به‌دور بدارد و راه روشن رستگاری و رهایی را بدانان بنماید. از همین‌روست که پیر با پدر، از دید معنی‌شناختی تاریخی، در کارکرد، برابر است و از همین‌روست که در آیین‌های باستانی ایرانی به‌ویژه مهرپرستی، پیر و پیشوای دینی را پدر می‌نامیده‌اند. به گمان بسیار، این شیوهٔ نام‌گذاری از آیین مهری به کشورهای باختری راه برده‌است و از همین‌روست که مسیحیان، پیشوای برین و بزرگشان را پاپ می‌نامند که به معنی پدر است و با واژهٔ پارسی باب یا بابا سنجیدنی است. واژه دیگر مغان است که پیوندی بنیادین با آیین زرتشتی و با پیام‌آور این آیین دارد. مغان تیره‌ای از ایرانیان بوده‌اند که همواره در درازنای تاریخ، پیشوایی دینی در ایران از آنِ آنان بوده‌است. بر پایه آنچه آمد، می‌توان انگاشت که پیر مغان بَرنامی باشد زرتشت را، در دیوان حافظ و دیگر دیوان‌های پارسی. پیر مغان در اندیشه‌های حافظ چهره برترین است. انسانی آرمانی است. سپند و پاک است. والا و نیکوست.